# Pseudoxenos fundati
Pseudoxenos fundati är en insektsart som beskrevs av Pierce 1911. Pseudoxenos fundati ingår i släktet Pseudoxenos och familjen stekelvridvingar. Inga underarter finns listade i Catalogue of Life.